# خودکشی شیشه
خودکشی شیشه (خودشکنی شیشه) پدیده‌ای است که بدون دلیل آشکاری یک شیشه نشکن
(به انگلیسی: Tempered glass) به‌طور خودبه‌خود می‌شکند. رایج‌ترین دلایل عبارتند از:
- خرابی‌های کوچک طی نصب، مانند خراش یا خوردگی لبه که بعداً گسترش می‌یابد.
- نصب شیشه در قابی که ضریب حرارتی یکسانی با شیشه ندارد و در اثر گرما یا فشار هوا، طول شیشه با طول قاب به‌طور یکسان کش نیامده و موجب شکست می‌شود.
- ناخالصی در شیشه مانند ترکیبات سولفید نیکل.
- تنش‌های گرمایی در شیشه.
- ضخامت ناکافی شیشه در برابر فشار باد.

قالب‌گیری در فرایند تولید و عملیات حرارتی طی ساخت شیشه از عامل ضخامت شیشه در خودکشی شیشه خودرو موثرتر هستند.
احتمال بروز خودکشی در شیشه، به میزان۸ در  ۱۰۰۰۰ در ۱۰ سال  برآورد شده‌است.
قدیمی‌ترین تحقیق دربارهٔ شکست خود به خودی شیشه‌ها به دنبال شکست یک جام شیشه نصب شده بر روی ساختمانی در ملبورن در سال ۱۹۶۱ انجام شد.

## استانداردها
- ASTM E2431: استاندارد مقاومت حرارتی شیشه
- ASTM E1300: استاندارد مقاومت وزنی شیشه